# 古風野牛
古風野牛（學名：Bison antiquus）是1萬年前更新世晚期時北美洲最普遍的大型草食性動物，且是現存美洲野牛的直接祖先。

## 描述

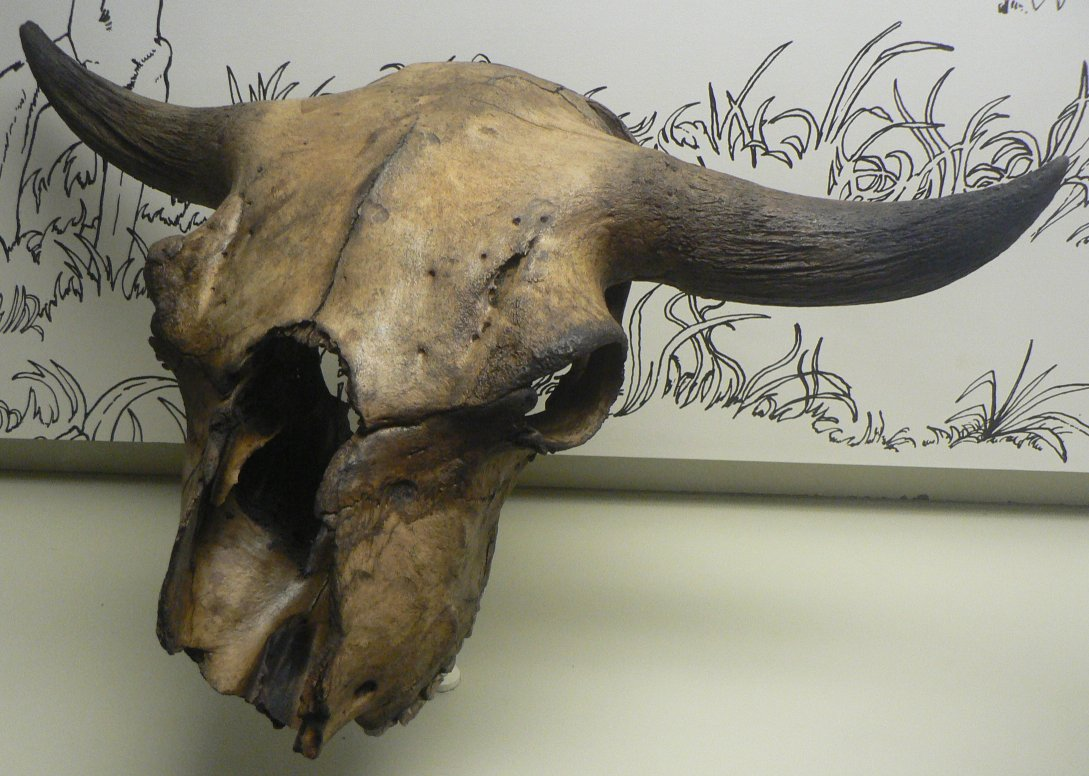
古風野牛的頭顱骨

西伯利亞野牛於更新世冰河時期（大約 240,000 至 220,000 年前）從西伯利亞遷徙至阿拉斯加。西伯利亞野牛於300萬年前在北美洲發展成長角野牛。約距今2萬2千年前，長角野牛被古風野牛所取代。古風野牛於1萬8千年前開始大量繁殖，並於1萬年前與其他更新世大型動物群一同滅絕，而在這之後美洲野牛出現，直到現今。古風野牛在拉布雷亞瀝青坑中是最為普遍的草食性動物。
對比現今的美洲野牛屬，古風野牛體型較高，骨頭及角較大。體型上較現存的美洲野牛大上 15-25% ，肩高可達 2.27（7.4英尺），體長可達 4.6（15英尺），體重則可達 1,588（3,501英磅）。古風野牛雙角角尖之間的距離約為 1（3.3英尺）。

## 外部連結
- 數位典藏與數位學習聯合目錄 - 古風野牛頭顱骨 （页面存档备份，存于）
- Ancient Bison foot fossil （页面存档备份，存于）
- Paleobiology Database - Bison antiquus （页面存档备份，存于）